# Kyushu Q1W
Kyushu Q1W «Токай» (яп. 東海, Tokai - «Східне море» ) — серійний патрульний бомбардувальник Імперського флоту Японії періоду Другої світової війни.
Кодова назва союзників — «Лорна» (англ. Lorna).

## Історія створення
На початковому етапі війни на Тихому океані командування Імперського флоту Японії не надавало великого значення патрулюванню водних просторів. Патрулювання здійснювалось в основному частинами другої лінії, оснащеними застарілою технікою, в основному виведеними з бойових підрозділів Mitsubishi G3M та різними розвідувальними гідролітаками. Спочатку такий підхід був виправданий, але з ростом активності підводних човнів США втрати японського транспортного флоту стали зростати і незабаром набули таких катастрофічних розмірів, що Японія ризикувала бути відрізаною від джерел стратегічної сировини. Для виправлення цієї ситуації командування флоту у 1942 році сформулювало вимоги 17-Сі на розробку спеціалізованого патрульного бомбардувальника.
Відповідно до специфікації машина мала мати велику тривалість польоту при відносно невеликій крейсерській швидкості, та мати можливість скидання глибинних бомб з пікірування. Оборонне озброєння мало складатись з одного 7,7-мм кулемета - передбачалось, що літак діятиме в глибині підконтрольних районів, де є мала імовірність зустріти винищувачі противника. Для підвищення ефективності застосування літака планувалось оснастити його засобами активного пошуку - детекторами магнітних аномалій або пошуковими радарами.
Розробка була доручена фірмі «Ватанабе» (яка незабаром була перейменована в «Кюсю Хікокі КК»). Колектив конструкторів під керівництвом інженера Нодзірі розробив суцільнометалевий двомоторний низькоплан, який мав хорошу оглядовість за рахунок того, що кабіна, в якій розміщувались робочі місця всіх членів екіпажу, була зміщена вперед та мала велику площу засклення - за прикладом німецького літака Junkers Ju 88, один екземпляр якого був закуплений флотом. Літак був оснащений двома двигунами Hitachi Amakaze-31 потужністю 610 к.с. кожен. 
На літаку мав бути встановлений новий високочастотний радар, але через його неготовність довелось встановлювати громіздкий та доволі примітивний радар «Тип 3» та магнітний детектор.
Озброєння літака складалось з одного 7,7-мм кулемета. Планувалось також встановити в носовій частині дві 20-мм гармати «Тип 99 Модель 2», але на практиці цього ніколи не робилось. Бомбове навантаження складалось з двох 250-кг глибинних бомб.
Конструкція літака була простою та технологічною, а значить, дешевою. Перший прототип був готовий у грудні 1943 року. Випробування пройшли досить успішно. Літак був легким в управлінні, а його характеристики відповідали вимогам замовлення. У 1944 році він був прийнятий на озброєння під назвою «Патрульний літак «Токай» («Східне море») Модель 11» (або Q1W).
У невеликій кількості випускався варіант  Q2W з дерев'яною хвостовою частиною. Також був випущений один суцільнодерев'яний прототип Q1W-K «Токай-Рен» («Східне море, навчальний»), який планувалось використовувати для підготовки радіооператорів.
Всього було випущено 153 літаки всіх модифікацій.

## Історія використання

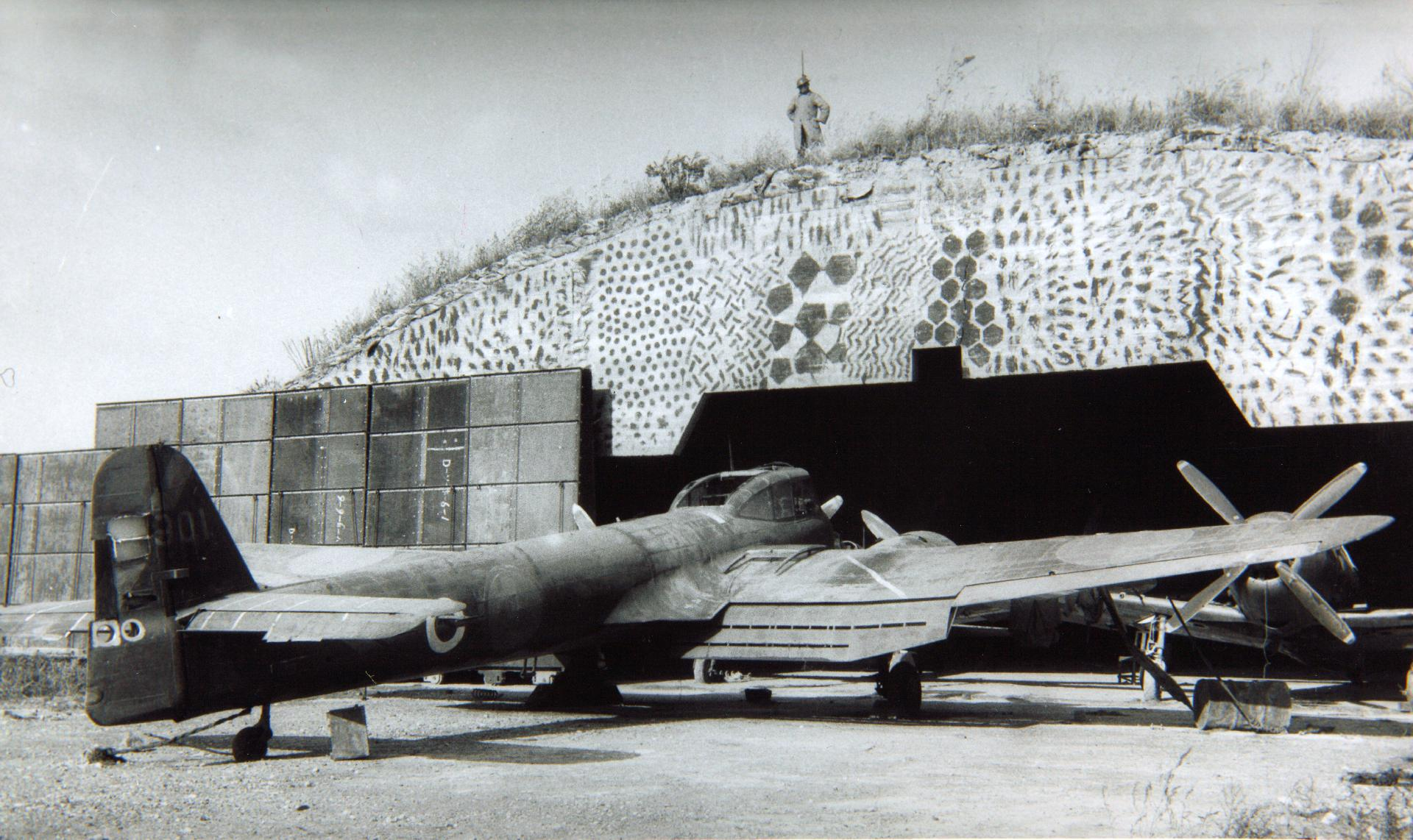
Захоплений союзниками Q1W. В ангарі позаду - J2M

Літаки Q1W діяли з баз, розміщених на Японських островах, на Тайвані та в Китаї, та застосовувались в основному для прикриття морських конвоїв, які перевозили з Голландської Ост-Індії та Малайського півострова нафту та іншу сировину.
Бойова ефективність Q1W була дуже низькою. Недосконалість бортового обладнання не дозволила досягти значних успіхів у боротьбі з підводними човнами, а мала швидкість та слабке озброєння робили ці літаки легкою здобиччю винищувачів супротивника, особливо у другій половині 1944 року, коли активність американської авіації у західній частині Тихого океану значно зросла, і Q1W опинились в зоні бойових дій.

## Тактико-технічні характеристики (Q1W1)

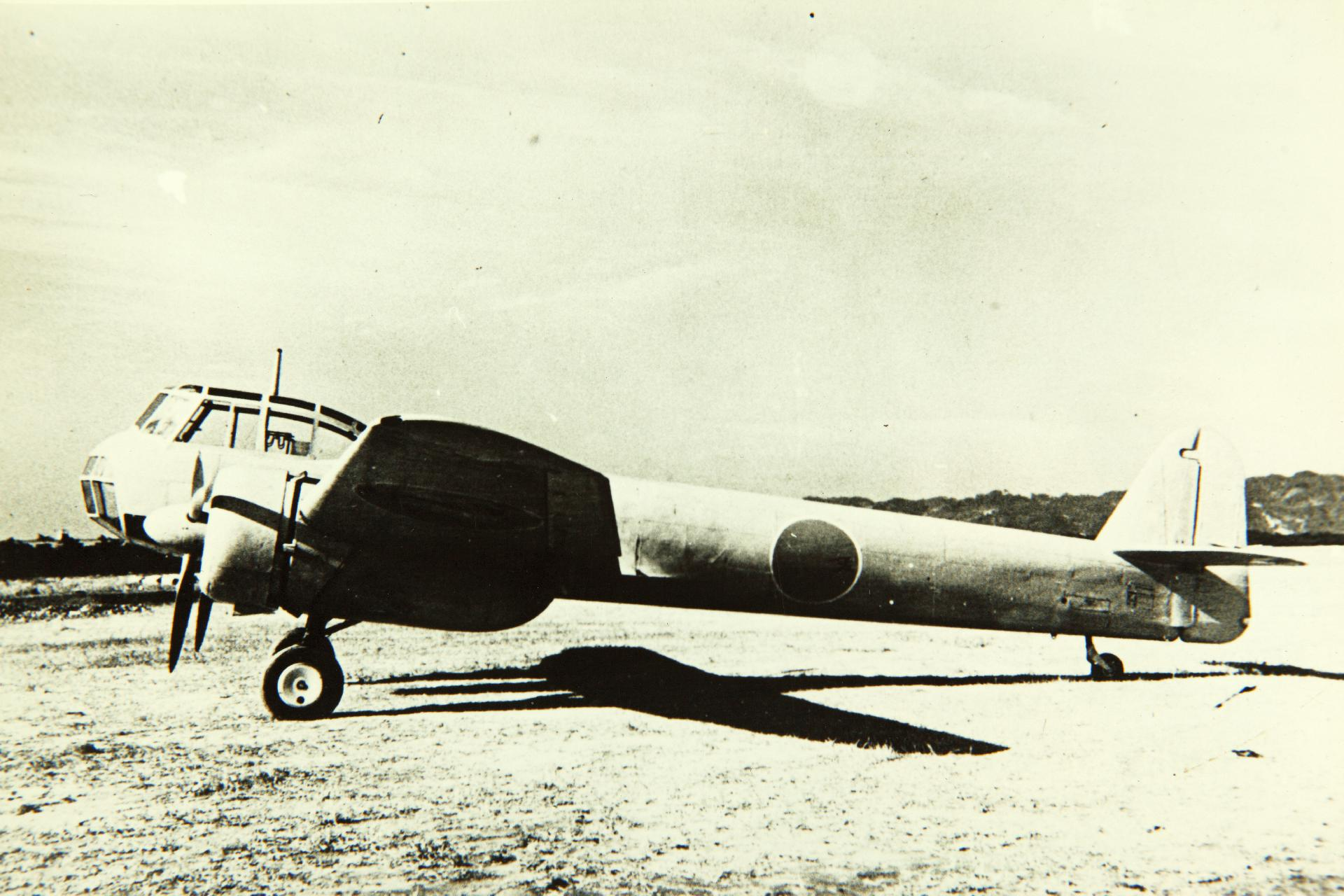
Перший прототип 'Q1W.

### Технічні характеристики
- Екіпаж: 3 чоловіка
- Довжина: 12,09 м
- Висота: 4,12 м
- Розмах крила: 16,00 м
- Площа крила: 38,20 м ²
- Маса порожнього: 3 102 кг
- Маса спорядженого: 4 800 кг
- Максимальна злітна маса: 5 318 кг
- Навантаження на крило: 125.6 кг/м²
- Двигуни: 2 x Hitachi Amakaze-31
- Потужність: 2 x 610 к. с.
- Питома потужність: 3.9 кг/к.с.

### Льотні характеристики
- Крейсерська швидкість: 240 км/г
- Максимальна швидкість: 322 км/г
- Практична дальність: 1 342 км
- Практична стеля: 4 490 м
- Швидкість підйому: на 2 000 м за 8 хв. 44 с.

### Озброєння
- Кулеметне:1 × 7,77 мм кулемет
- Гарматне: 2 × 20-мм гармати «Тип 99 Модель 2» (В реальності не встановлювались)
- Бомбове навантаження: 2 x 250-кг глибинні бомби

## Модифікації
- Q1W1 - прототип (1 екз.)
- Q1W1 (Токай Модель 11) - серійний варіант
- Q1W2 (Токай Модель 21) - варіант із дерев'яним хвостом
- Q1W1-K (Токай-Рен) - навчальний 4-місний суцільнодерев'яний прототип, (1 екз.)